# SV Auersmacher
Der SV Auersmacher (offiziell: Sportverein Auersmacher 1919 e. V.) ist ein Sportverein aus Auersmacher im Regionalverband Saarbrücken. Die erste Fußballmannschaft spielte vier Jahre in der damals dritt- bzw. viertklassigen Oberliga Südwest und nahm einmal am DFB-Pokal teil.

## Geschichte
Der Verein wurde am 5. Juli 1919 als FC Auersmacher gegründet. Am 6. Januar 1935 schloss sich die DJK Concordia Auersmacher dem FC an, der 1937 mit dem TV Auersmacher zum VfL Auersmacher fusionierte. Der VfL änderte am 6. April 1946 seinen Namen in SV Auersmacher, von dem sich 1948 der SV Sitterswald und am 9. Januar 1954 der TV Auersmacher abspalteten.
Den Fußballern gelang 1966 der Aufstieg in die Bezirksliga, fünf Jahre später zur Saison 1971/72 in die Amateurliga. In der Saison 1976/77 erreichte der SVA mit dem vierten Rang seinen sportlichen Zenit und qualifizierte sich ein Jahr später 1978 für die neu geschaffene Fußball-Oberliga Südwest. Zwar stieg die Mannschaft dort wieder ab, konnte aber durch ein 4:3 nach Elfmeterschießen gegen die SV Elversberg den Saarlandpokal gewinnen. In der ersten Runde des DFB-Pokals scheiterte die Mannschaft mit 4:5 nach Verlängerung am TSV Battenberg.
Während der 1980er Jahre blieb der SVA eine Spitzenmannschaft in der Verbandsliga Saar und schaffte es zwischen 1981 und 1986 sechsmal in Folge, Vierter zu werden. 1985 erreichte der Verein erneut das Endspiel um den Saarlandpokal, das mit 0:6 gegen Borussia Neunkirchen verloren wurde. 1992 und 1993 wurde Auersmacher jeweils Vizemeister hinter der FSG Schiffweiler bzw. dem SV Mettlach. Zwei Jahre später gelang schließlich der Wiederaufstieg in die Oberliga, wo die Mannschaft in der Saison 1995/96 den sechsten Platz erreichte.
Zwei Jahre später folgte der Abstieg nach einer 0:3-Niederlage im Relegationsspiel gegen die SG 06 Betzdorf. Im Jahre 2009 wurde der SVA erneut Meister und wurde in der Oberligasaison 2009/10 Fünfter. In der folgenden Spielzeit stieg die 1. Mannschaft als Tabellenletzter erneut ab und trat seitdem in der nun „Schröder-Liga“ benannten Fußball-Saarlandliga an. 2022 gelang der Aufstieg in die Oberliga. Die U23 spielt in der Landesliga Südwest. 
Im Dezember 2020 gehörten 595 Mitglieder, davon 196 Kinder und Jugendliche dem Verein an.

## Persönlichkeiten
- Gerhard Dier
- Jonas Hector
- Günter Herrmann
- Tim Stegerer
- Nico Weißmann
- Heinz Werner